# Remote-Desktop
Remote-Desktop (vom Englischen für „entfernter Schreibtisch“ oder Fernsteuerung) bezeichnet den grafischen Fernzugriff auf den Desktop eines Computers. Dabei werden Anwendungsprogramme auf einem Computer (Server) ausgeführt und auf einem anderen Computer (Client) dargestellt und bedient. Im Gegensatz zum Screen-Sharing muss sich kein Benutzer am Server lokal anmelden. Eine Remote-Desktop-Sitzung läuft unabhängig von einer anderen eventuell laufenden Sitzung.

## Protokolle
Eine Remote-Desktop-Sitzung kommt durch Nutzung eines geeigneten Netzwerkprotokolls zustande. Beispiele solcher Protokolle und zugehöriger Software sind unter anderem:
- Remote Desktop Protocol (RDP), ein von Microsoft entwickeltes und in Windows eingebundenes Protokoll.[2] Es existieren Server-Programme, wie z. B. Xrdp, und Client-Programme, wie zum Beispiel rdesktop, auch für Linux-Systeme.
- PC over IP (PCoIP), ein von VMware als Alternative zu RDP und ICA entwickeltes Protokoll. Es wurde speziell zur Bereitstellung von virtuellen Desktops entwickelt, um Anwendern standortunabhängig eine Desktopumgebung zur Verfügung zu stellen. Hierbei ist die Verbindung standardmäßig mit AES 128 verschlüsselt, aber manuell auf AES 256 umstellbar.[3]
- Virtual Network Computing (VNC), ein auf RFB basierendes Protokoll. Apples Apple Remote Desktop (ARD) unterstützt ausschließlich VNC-Verbindungen.[4] Server- und Clientsoftware steht für unterschiedliche Plattformen, insbesondere für Linux und Windows, zur Verfügung.
- X11 ist von sich aus netzwerkfähig.[5] Um eine verschlüsselte Verbindung zu einem X-Client herzustellen, bietet sich X11-forwarding (X11-Weiterleitung) an, bei dem mittels SSH eine Verbindung zu einem X Window Server (X11-Server) hergestellt wird.[6] Das X Window System ist verbreitet in Unixoiden Systemen. Implementierungen für Microsoft Windows, wie beispielsweise Cygwin, stehen aber auch zur Verfügung.
- NX NoMachine (NX), welche ebenfalls einen X11-Server voraussetzt. Die Software X2Go nutzt für die Verbindung das NX 3 Protokoll.[7]